# منتخب كوريا الجنوبية للريشة الطائرة
منتخب كوريا الجنوبية لتنس الريشة (هانغل: 대한민국 배드민턴 국가대표팀) هو ممثل كوريا الجنوبية الرسمي في المنافسات الدولية في كرة الريشة .